# Nadeshot
Matthew Haag, mieux connu sous son pseudonyme NaDeSHoT, est un ancien joueur professionnel américain de Call of Duty, né le 3 août 1992 à Palos Hills (Illinois). Il est principalement connu pour avoir joué au sein de l'équipe OpTic Gaming.
Avec cette équipe, Nadeshot devient champion du monde au Call of Duty XP en 2011, est médaillé d'or aux MLG X Games 2014 et est élu meilleur joueur d'eSports au Game Awards 2014.
En avril 2015, Nadeshot quitte OpTic Gaming en tant que joueur et crée en 2016 sa propre équipe professionnelle, appelée 100 Thieves, qui fait son début en ligue mondiale de Call of Duty durant la saison de Black Ops 3.

## Activités
Il est également streameur Twitch et YouTuber avec plus de 3,2 millions d'abonnés et 538 millions de vues depuis la création de sa chaîne YouTube.

## Sponsors
Il a de nombreux sponsors dont Redbull, Astro Gaming, Scuf Gaming. Il gagne environ un million de dollars par an.

## Distinctions
Il a remporté la médaille d'or des X Games 2014 et le COD XP de 2011.
Il a également gagné la CWL 2017.[réf. souhaitée]
Il est élu meilleur joueur eSports de l'année 2014.

## Vie personnelle
Haag est né le 3 août 1992. Son père se nomme Jeff Haag et sa mère Christina Haag. Nadeshot a aussi un frère et une sœur. Le 6 octobre 2012, sa mère décède dans son sommeil des causes d'une maladie.
Il a étudié à la Amos Alonzo Stagg High School à Palos Hills en Illinois où il obtient son diplôme en 2010. Il a également suivi un cours de deux ans en études commerciales au Moraine Valley Community College. Avant de devenir joueur professionnel, Haag a travaillé dans un restaurant McDonald's.